# Leonid Malinin
Leonid Andriejewicz Malinin (ros. Леонид Андреевич Малинин, ur. 1907 w Jekaterynburgu, zm. 1982 w Kijowie) – funkcjonariusz NKWD, generał major.

## Życiorys
Kurier pocztowo-telegraficzny w Nowonikołajewsku (obecnie Nowosybirsk), pracował w tym charakterze dla Syberyjskiego Oddziału Najwyższego Trybunału WCIK (1919-1920) i Sądu Najwyższego Rosyjskiej FSRR (1920-1923). 1924-1935 działacz Komsomołu, 1925-1927 pracował na kolei w Omsku, 1927-1930 ukończył technikum kolejowe w Tomsku. 1930-1933 starszy technik i inżynier w zarządzie kolei w Tomsku, od października 1931 w WKP(b). 1933-1935 funkcjonariusz OGPU w Kraju Zachodniosyberyjskim, 1935-1937 słuchacz Centralnej Szkoły Głównego Zarządu Bezpieczeństwa Państwowego, od 20 czerwca 1936 sierżant, a od 22 sierpnia 1937 młodszy porucznik bezpieczeństwa państwowego. Szef Oddziału I Wydziału Transportu Drogowego NKWD kolei tomskiej, od 30 kwietnia 1939 do stycznia 1941 szef Wydziału Transportu Drogowego NKWD Kolei Południowo-Zachodniej, od stycznia do 28 marca 1941 i ponownie 15 kwietnia - 30 grudnia 1941 szef Zarządu NKWD obwodu odeskiego, 30 grudnia 1941 - 9 października 1944 szef Zarządu NKWD obwodu nowosybirskiego, 9 października 1944 do grudnia 1945 szef Zarządu NKWD obwodu tarnopolskiego. Od 22 czerwca 1939 starszy porucznik, od 22 października 1940 kapitan, od 30 grudnia 1941 major, od 14 lutego 1943 komisarz bezpieczeństwa państwowego, od 9 lipca 1945 generał major bezpieczeństwa państwowego. Od grudnia 1945 do czerwca 1947 funkcjonariusz I Zarządu NKGB/MGB ZSRR, równocześnie od 19 stycznia 1946 do 27 lutego 1948 zastępca doradcy politycznego przy kierowniku radzieckiej administracji wojskowej w Niemczech, od czerwca 1947 do sierpnia 1948 w Komitecie Informacji przy Radzie Ministrów ZSRR, od lutego 1949 do lutego 1952 okręgowy kontroler Kolei Południowo-Zachodniej, od lutego do grudnia 1952 szef sztabu oddziału ochrony wojskowej Kolei Południowo-Zachodniej. Następnie do śmierci inżynier i szef biura zaopatrzenia materiałowo-technicznego, inżynier-dyspozytor UPTK „Mostostroj” w Kijowie.

## Odznaczenia
- Order Lenina (29 grudnia 1941)
- Order Czerwonego Sztandaru Pracy (20 września 1943)
- Order Czerwonej Gwiazdy (26 kwietnia 1940)
- Medal „Za zwycięstwo nad Niemcami w Wielkiej Wojnie Ojczyźnianej 1941–1945”